# Царичанська вода
Царичанська вода — лікувально-столова мінеральна вода з джерелами у районі селища Царичанка у приорільському краю Дніпропетровщини.
Вода добувається і розливається ЗАТ «Царичанський завод мінеральної води». На ринок постачається сильно- і слабогазованою вуглекиснем.

## Хімічні якості
Мінералізація води становить 1,0-2,0 мг/л. По співвідношенню основних аніонів і катіонів вона є хлоридною, гідрокарбонатно-хлоридною натрійовою лікувально-столовою мінеральною водою. У її складі присутні залізо, йод, кальцій, калій, манган, кремній, фтор, бром. Вільна від нітратів, нітритів, радіонуклідів.

## Фізичні якості
Трохи солона на смак, без кольору, прозора, pH — нейтральна.

## Лікувальні якості
Вода рекомендується при лікуванні хроничних гастритів з нормальною і пониженою секреторною функцією шлунку, хронічних колітах і ентероколітах, хронічних захворюваннях печінки і жовчовивідних шляхів, хронічних захворюваннях сече-статевої системи, хронічних панкреатитах і захворюваннях обміну речовин.
Маючи невисоку мінералізацію вода може вживатися всіма віковими групами.

## Легенда про Царичанську воду
Колись дуже давно, коли люди багато полювали на звірів і птахів, тут стріла одного з мисливців влучила у груди одного юнака. Товариші поклали вмираючого на дно ями, щоб він міг бачити наостанок сині небеса. Але трапилась дивина: через деякий час кров у юнака зупинилась, біль вгамувалася, тіло наповнилось силою. Юнак підвівся і роздивився вологу землю на якій лежав. Він пішов по вогкій землі у глиб яру і прийшов до невеликої печери. У ній він став руками чистити її дно від шару глини і мулу, розчищаючи джерело. Йому на допомогу прийшли товариші. Припав до нього юнак. Зарожевіли йому щоки, розправилися плечі.
І слава про джерело пішла по землі. Пішли до нього люди. Казали, що старики повертаються з нього парубками. Тому назвали його «Молодильним».